# Nosaj Thing
Nosaj Thing, pseudonimo di Jason Chung (Los Angeles, 27 gennaio 1985), è un produttore discografico e musicista statunitense di musica elettronica.
Residente a Los Angeles, in California, è attivo dal 2006. Ha pubblicato quattro album e ha prodotto brani per artisti come Kid Cudi, Kendrick Lamar e Chance The Rapper.

## Storia
Nosaj Thing ha iniziato ad appassionarsi alla musica intorno all'età di 12 anni, producendo i suoi primi brani. Nel 2006 ha debuttato col suo primo album autoprodotto, Views/Octopus. Nel 2009 pubblica Drift, uscito per l'etichetta californiana Alpha Pup Records. Questo disco ha avuto un buon successo nella scena di Los Angeles, per via della buona unione tra musica elettronica e ritmiche glitch-hop.  Un anno dopo esce la versione remixata di Drift, nel 2010. Il 22 gennaio 2013 esce il suo secondo album in studio, Home, seguito due anni più tardi da Fated (2015) e Parallels (2017).
Ha fondato l'etichetta Timetable.

## Discografia

### Album in studio
- Drift (2009)
- Home (2013)
- Fated (2015)
- Parallels (2017)[8]
- Continua (2022)

### EP e singoli
- Views/Octopus (2006)
- NO REALITY (2016)

### Album di remix
- Drift Remixed (2010)

### Produzioni
- Kid Cudi – "Man on the Moon" from A Kid Named Cudi (2008) and Man on the Moon: The End of Day (2009)
- Busdriver – "Split Seconds" from Jhelli Beam (2009)
- Nocando – "Head Static" from Jimmy the Lock (2010)
- Kendrick Lamar – "Cloud 10" (2011)
- Chance the Rapper – "Paranoia" from Acid Rap (2013)

### Remix
- Daedelus – "It's Maddness" (2007)
- HEALTH – "Tabloid Sores" (2008)
- Flying Lotus – "Camel" (2008)
- Boris – "Buzz In" (2009)
- Charlotte Gainsbourg – "Heaven Can Wait" (2009)
- Jogger – "Nice Tights" (2009)
- The xx – "Islands" (2010)
- How to Destroy Angels – "Keep it Together" (2012)
- Philip Glass – "Knee 1" (2012)
- Jon Hopkins – "Open Eye Signal" (2013)
- Little Dragon – "Klapp Klapp" (2014)
- Blonde Redhead – "More Than Honey" (2016)
- BadBadNotGood- "In Your Eyes" (2016)